# Carlo Boselli
Carlo Boselli (Milano, 1876 – 1946) è stato un ispanista e traduttore italiano.

## Biografia
Rappresentante della Pirelli in Spagna, dopo un lungo periodo trascorso nel Paese iberico tornò in Italia, lasciò il precedente lavoro e divenne insegnante di lingua spagnola. Oltre all'incarico di professore, che mantenne per molti anni, fu anche traduttore per alcune case editrici milanesi e fu autore di svariate grammatiche e dizionari. È stato insignito dell'ordine Alfonso XII.

## Opere

### Curatele
- Nuova grammatica spagnola per le scuole secondarie e commerciali, Milano, Treves, 1906
- Grammatichetta di lingua spagnola ad uso delle scuole serali, Milano, Treves, 1907
- Nouveau dictionnaire de poche française-italien et italien-français, Milano, Treves, 1910
- Dizionario francese-italiano e italiano-francese, Milano, Garzanti, 1930
- Sorprese dello spagnolo, Milano, Le Lingue Estere, 1936
- Spagna in fiamme, Milano, Rizzoli, 1937
- Spagna: lingue, dialetti, folclore, Milano, Le Lingue Estere, 1939
- Temistocle Celotti, Storia di Spagna, Milano, Garzanti, 1940
- Temistocle Celotti, Dalla caduta della monarchia al governo di Franco, Milano, Garzanti
- Grammatica pratica della lingua spagnola, Milano, Garzanti, 1941
- Storia della letteratura spagnola dalle origini ad oggi, Milano, Le Lingue Estere, 1941, poi 1946 (con Cesco Vian)
- La grammatica spagnola del 20. secolo ad uso degli italiani, Milano, Mondadori, 1942
- Lo spagnolo per l'italiano autodidatta, Milano, Le Lingue Estere, 1943
- Armando Palacio Valdés, L'allegria del capitano Ribot, Ultra, 1944
- José María de Pereda, Su per la montagna, Ultra, 1945
- Dizionario spagnolo-italiano e italiano-spagnolo, Milano, Garzanti, 1946
- I verbi spagnoli, Milano, Hoepli, 1949 (con Erasmo Jocundo Bughÿ)

### Traduzioni
- Vicente Blasco Ibáñez, Il Papa del mare, Milano, Vecchi, 1926
- Armando Palacio Valdés, Marta e Maria, Milano, Treves, 1928
- Olé! Umoristi spagnoli moderni, Milano, Bompiani, 1930 (anche curatela, con Gerolamo Bottoni)
- Vicente Blasco Ibáñez, Ai piedi di Venere, Barion, 1931
- Ramón María Tenreiro, La schiava del Signore, Milano, Treves, 1933
- José María de Pereda, Sotileza, Milano, Mondadori, 1935
- Manuel Acosta y Lara, Gli amanti di Granata, Milano, Treves, 1936 (poi Garzanti, 1944)
- Alexis Marcoff, Stalin, dittatore della Russia sovietica, Milano, Bietti, 1937
- Ernesto Giménez Caballero, Roma risorta nel mondo, Milano, Hoepli, 1938
- Ramón Pérez de Ayala, Milano, Garzanti, 1942
- Wenceslao Fernández Flores, Un'isola nel mare rosso, Milano, Mondadori, 1943
- Xavier Viura, A una rosa appassita